# Eutimalphes pretiosa
Eutimalphes pretiosa is een hydroïdpoliep uit de familie Eirenidae. De poliep komt uit het geslacht Eutimalphes. Eutimalphes pretiosa werd in 1879 voor het eerst wetenschappelijk beschreven door Haeckel. 